# Battaglia di Olmedo (1467)
La seconda battaglia di Olmedo, detta anche battaglia di Olmedo del 1467, ebbe luogo il 20 agosto 1467, nei pressi dell'omonima città spagnola.

## La battaglia
Nel 1467 la disputa sulla successione di Enrico IV di Castiglia divenne uno scontro armato tra Enrico IV e suo fratellastro Alfonso. Le truppe di Alfonso avanzarono attraverso la valle del Duero, mentre i realisti avanzarono da Cuéllar verso la Medina del Campo. Il 20 agosto 1467, entrambi gli eserciti si incontrarono vicino a Olmedo.
Dalla parte di Enrico IV, in questa battaglia, c'erano:
- In prima linea, Pedro de Velasco, i suoi fratelli Luis e Sancio e suo cugino Juan;
- In secondo luogo, il marchese di Santillana con i suoi fratelli Juan Hurtado e Pedro (vescovo di Calahorra), con le guardie del re sotto Juan Fernández Galindo;
- A chiudere l'esercito c'erano Beltrán de la Cueva e i suoi uomini.

Una notevole assenza fu quella di Juan Pacheco, occupato a ottenere l'incarico di maestro dell'ordine di Santiago. Dopo la battaglia, anche la squadra di Enrique perse il sostegno del conte d'Alba, che ricevette favori dal marchese di Villena e dall'arcivescovo di Toledo Alfonso Carrillo de Acuña e da Pedro Arias de Ávila.
Dalla parte del principe Alfonso c'erano truppe dell'arcivescovo di Toledo e dell'arcivescovo di Siviglia, dei conti di Luna, Plasencia e Ribadeo, nonché truppe guidate dall'artiglio dell'ordine di Calatrava.
L'esito della battaglia non è del tutto chiaro, poiché entrambe le parti celebrarono la vittoria, sebbene le truppe di Enrico fossero superiori inxquanto a forza. Tuttavia, dopo la battaglia, Enrico perse l'appoggio di de Ávila e del Conte d'Alba, quest'ultimo conquistato dai favori del Marchese di Villena e dell'Arcivescovo di Toledo.

## Conseguenze
Il Regno di Castiglia rimase diviso fra due schieramenti fino alla morte del principe Alfonso nel 1468. Enrico IV, invece, morì nel 1474. Dopo la sua morte, scoppiò una guerra di successione tra sua figlia Giovanna, sostenuta dal Portogallo, e la sua sorellastra Isabella I di Castiglia, sostenuta dall'Aragona (dove regnava il marito Ferdinando II d'Aragona ) e successivamente dalla Francia. Quest'ultima fazione ne uscì infine vincitrice.